# Khatanga (kraï de Krasnoïarsk)
Pour les articles homonymes, voir Khatanga (homonymie).

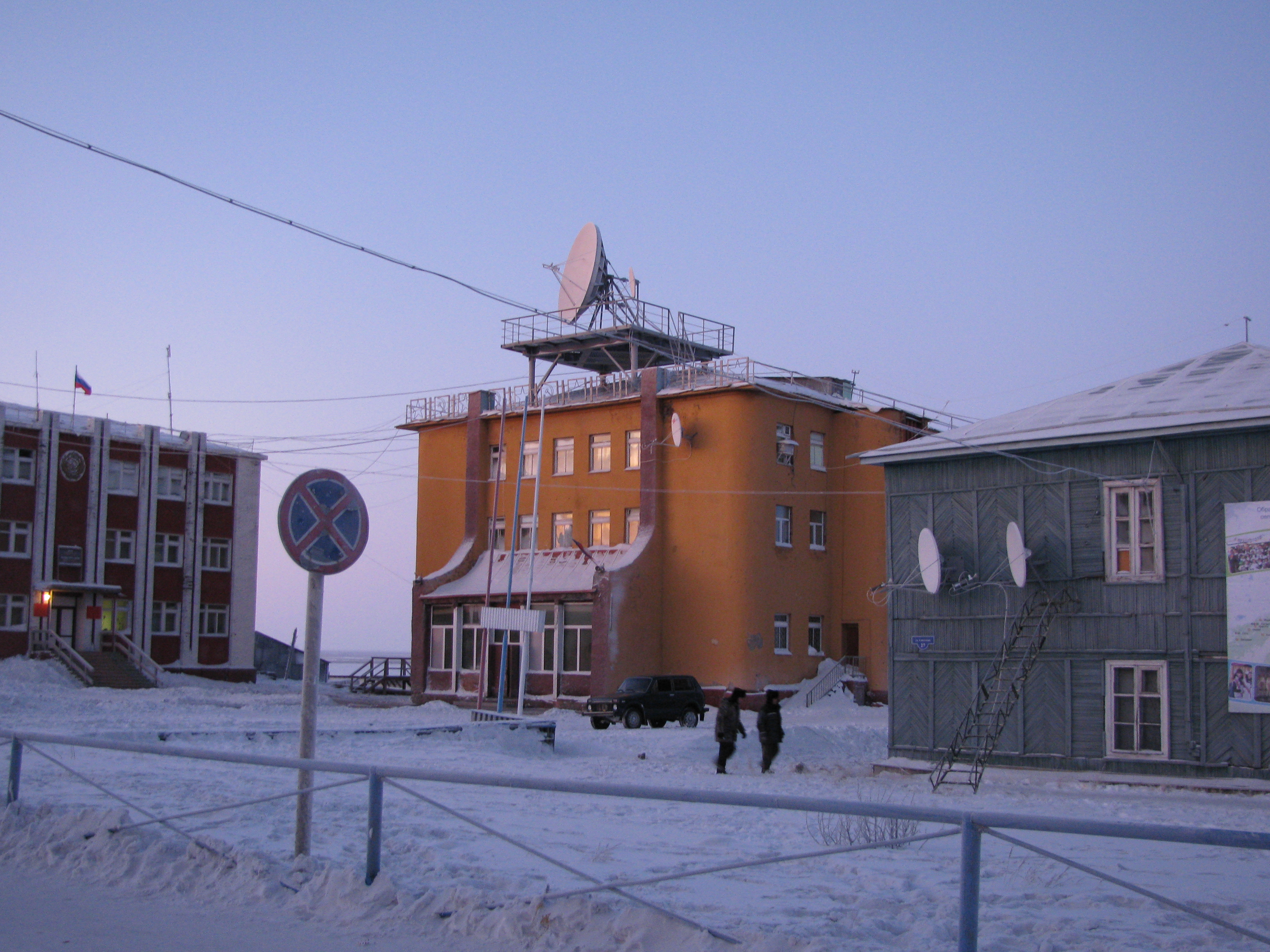
Le bureau de poste.

Khatanga (en russe : Хатанга) est un village (selo) du kraï de Krasnoïarsk, en Russie. Sa population s'élevait à 3 450 habitants au recensement de 2002. Le mot Khatanga signifie la « grande rivière » en langue evenk.

## Géographie
Khatanga se trouve dans la péninsule de Taïmyr, sur les rives du fleuve Khatanga. C'est l'une des localités les plus septentrionales de Russie et de la Terre (voir la liste des lieux habités les plus au nord du monde). Elle se trouve en effet à 71°59' de latitude nord. L'altitude moyenne est de 30 m.
Khatanga se trouve à 1 830 km au nord-nord-est de Krasnoïarsk et à 3 416 km au nord-est de Moscou.

## Histoire
Le village fut fondé en 1626. À l'époque soviétique, la bourgade de Khatanga constituait un avant-poste militaire face au pôle Nord et au Canada. Elle n'est plus qu'un petit port fluvial miséreux, prisonnier des glaces neuf mois par an.

## Population
Khatanga est le chef-lieu du raïon de Khatanga, qui compte neuf villages. Ceux-ci sont habités surtout par des Dolganes.
Khatanga possède l'église orthodoxe la plus au nord de Russie si l'on en croit ses habitants.

## Économie
La région de Khatanga renferme dans son sous-sol de nombreuses richesses. On y trouve des gisements d'apatite, de pétrole, de gaz naturel, de sel et de charbon.

## Transports
La ville dispose d'un aérodrome.

## Climat
Kathanga bénéficie d'un climat subarctique, presque polaire. Les hivers sont longs et rigoureux, la température record pour les minimales étant de −59,0 °C. Les étés sont par contre brefs et frais. Cependant les vagues de forte chaleur ne sont pas à exclure puisque la température record pour les maximales s'élève à +36,7 °C. Le manteau neigeux recouvre le sol une bonne partie de l'année : il se maintient en moyenne 252 jours de la fin septembre à début juin.
- Nombre moyen de jours avec de la neige dans l'année: 186
- Nombre moyen de jours de pluie dans l'année: 66
- Nombre moyen de jours avec de l'orage dans l'année: 3
- Nombre moyen de jours avec du blizzard dans l'année: 34

| Mois                                  | jan.      | fév.       | mars       | avril      | mai        | juin       | jui.      | août      | sep.       | oct.       | nov.     | déc.       | année     |
| ------------------------------------- | --------- | ---------- | ---------- | ---------- | ---------- | ---------- | --------- | --------- | ---------- | ---------- | -------- | ---------- | --------- |
| Température minimale moyenne (°C)     | −34,7     | −34,9      | −29,1      | −20,5      | −8,7       | 3,9        | 9         | 6,3       | −0,2       | −14,1      | −27,2    | −32,9      | −15,3     |
| Température moyenne (°C)              | −30,9     | −31,3      | −24,7      | −15,5      | −5         | 7,2        | 12,7      | 9,8       | 2,4        | −10,9      | −23,5    | −29,3      | −11,6     |
| Température maximale moyenne (°C)     | −27,1     | −27,4      | −19,8      | −9,9       | −1,1       | 11,6       | 17,3      | 14,1      | 5,4        | −7,8       | −19,8    | −25,4      | −7,5      |
| Record de froid (°C) date du record   | −59 1987  | −55,9 1979 | −52,4 2007 | −42,9 1988 | −30,9 1964 | −14,3 1929 | −0,7 1949 | −3,2 1929 | −18,6 1992 | −39,9 1992 | −51 1935 | −58,7 1978 | −59 1987  |
| Record de chaleur (°C) date du record | −1,6 2016 | −0,3 1935  | 3,8 2008   | 8,8 2011   | 25,4 2020  | 33,1 2020  | 36,7 1979 | 29,9 1965 | 24,2 1980  | 12,5 2018  | 2,3 2010 | −0,2 1993  | 36,7 1979 |
| Ensoleillement (h)                    | 0         | 23         | 151        | 267        | 264        | 262        | 308       | 195       | 88         | 43         | 3        | 0          | 1 604     |
| Précipitations (mm)                   | 17        | 13         | 13         | 13         | 16         | 28         | 43        | 42        | 32         | 28         | 22       | 16         | 283       |
| dont neige (cm)                       | 30        | 35         | 41         | 44         | 30         | 1          | 0         | 0         | 1          | 11         | 19       | 24         | 236       |
| Nombre de jours avec précipitations   | 0,03      | 0          | 0,03       | 1          | 5          | 15         | 17        | 19        | 16         | 3          | 0,1      | 0,1        | 76        |
| Humidité relative (%)                 | 77        | 78         | 78         | 78         | 79         | 73         | 70        | 78        | 83         | 84         | 81       | 77         | 78        |
| Nombre de jours avec neige            | 21        | 22         | 20         | 20         | 20         | 9          | 1         | 1         | 14         | 26         | 24       | 22         | 200       |
| Nombre de jours d'orage               | 0         | 0          | 0          | 0          | 0,03       | 0          | 2         | 1         | 0          | 0          | 0        | 0          | 3         |
| Nombre de jours avec brouillard       | 4         | 6          | 2          | 0,4        | 1          | 2          | 0,3       | 2         | 2          | 1          | 0,4      | 3          | 24        |

| Diagramme climatique                                  |              |              |             |            |           |         |           |           |             |              |              |
| J                                                     | F            | M            | A           | M          | J         | J       | A         | S         | O           | N            | D            |
| −27,1−34,717                                          | −27,4−34,913 | −19,8−29,113 | −9,9−20,513 | −1,1−8,716 | 11,63,928 | 17,3943 | 14,16,342 | 5,4−0,232 | −7,8−14,128 | −19,8−27,222 | −25,4−32,916 |
| Moyennes : • Temp. maxi et mini °C • Précipitation mm |              |              |             |            |           |         |           |           |             |              |              |